# Tultepec
Tultepec (del nàhuatl, que vol dir «lloc de la muntanya de juncs») és un municipi de l'estat de Mèxic. Tultepec és el cap de municipi i principal centre de població d'aquesta municipalitat. Aquest municipi és a la part nord-occidental de l'estat de Mèxic. Limita al nord amb els municipis de Teoloyucan, al sud amb Coacalco de Berriózabal, a l'oest amb Tultitlán i a l'est amb Melchor Ocampo.